# فهرست قطعنامه‌های سازمان ملل در مورد فلسطین
در زیر یک فهرست از قطعنامه‌های سازمان ملل متحد مربوط به دولت فلسطین از سال ۱۹۶۷ تا ۱۹۸۹ در شورای امنیت سازمان ملل متحد به تصویب رسید ۱۳۱ قطعنامه به‌طور مستقیم پرداختن به درگیری اعراب و اسرائیل در مورد فلسطینی ها؛ از سال ۲۰۱۲ تعدادی از قطعنامه‌های صادر شده به‌طور مستقیم با دولت فلسطینی آورده شده‌است.

## قطعنامه‌های مجمع عمومی سازمان ملل
۱۹۴۷:
۲۹ نوامبر ۱۹۴۷
قطعنامه ۱۸۱: پیشنهاد تقسیم فلسطین به کشورهای عربی و یهودی و وضعیت بین‌المللی برای شهر بیت‌المقدس.
۱۹۴۸:
۱۹ نوامبر: قطعنامه ۲۱۲: کمک به آوارگان فلسطینی
۱۱ دسامبر: قطعنامه ۱۹۴: تشکیل کمیسیون مصالحه. محافظت و دسترسی آزاد به بیت‌المقدس و سایر اماکن مقدس. تصریح می‌کند که پناهجویانی که مایل به بازگشت به خانه‌های خود هستند و در آرامش با همسایگان خود زندگی می‌کنند باید در سریعترین تاریخ عملی مجاز به انجام این کار باشند و باید برای اموال کسانی که تصمیم به بازگشت ندارند و برای از بین رفتن یا خسارت وارده باید پرداخت شود. به املاکی که طبق اصول حقوق بین‌الملل یا عدالت باید توسط دولت‌ها یا مقامات مسئول انجام شود
۱۹۴۹:
۸ دسامبر: قطعنامه 302 (IV): کمک به پناهندگان فلسطینی
۹ دسامبر: قطعنامه 303 (IV): رژیم بین‌المللی بیت‌المقدس
۱۰ دسامبر: قطعنامه ۳۵۶: اورشلیم
۱۹۵۰:
۲ دسامبر: قطعنامه ۳۹۳: کمک به آوارگان فلسطینی
۱۴ دسامبر: قطعنامه 394 (V): خواستار مذاکرات صلح اعراب و اسرائیل و راه حل برای پناهندگان فلسطینی است.
۱۴ دسامبر: قطعنامه ۴۶۸: تأمین اعتبار برای یک رژیم بین‌المللی در اورشلیم را کاهش می‌دهد.
۱۹۵۲:
۲۶ ژانویه: قطعنامه ۵۱۲: گزارش کمیسیون جمع‌بندی ملل متحد برای فلسطین.
۲۶ ژانویه: قطعنامه ۵۱۳: کمک به آوارگان فلسطینی.
۶ نوامبر: قطعنامه ۶۱۴: کمک به آوارگان فلسطینی.
۲۵ نوامبر: قطعنامه ۶۶۰: گزارش سازمان امداد و نجات سازمان ملل برای پناهندگان فلسطینی (UNRWA).
۱۹۵۳:
۲۷ نوامبر: قطعنامه ۷۲۰: کمک به آوارگان فلسطینی.
۲۷ نوامبر: قطعنامه ۷۶۶
۱۹۵۴:
۴ دسامبر: قطعنامه ۸۱۸: کمک به آوارگان فلسطینی.
۴ دسامبر: قطعنامه ۸۷۹
۱۹۵۵:
۳ دسامبر: قطعنامه ۹۱۶: کمک به آوارگان فلسطینی.
۳ دسامبر: قطعنامه ۹۶۴
۱۹۵۶:
۲۱ دسامبر: قطعنامه ۱۰۸۱
۱۹۵۷:
۲۷ فوریه: قطعنامه ۱۰۹۱: پناهندگان فلسطینی.
۲۸ فوریه: قطعنامه ۱۰۱۸: پناهندگان فلسطینی.
۱۲ دسامبر: قطعنامه 1191.html: آوارگان فلسطینی.
۱۹۵۸:
۱۲ دسامبر: قطعنامه ۱۳۱۵: پناهندگان فلسطینی.
۱۹۵۹:
۹ دسامبر: قطعنامه ۱۴۵۶:
۱۹۶۰:
۱۸ دسامبر: قطعنامه ۱۵۴۵
۱۹۶۱:
۲۱ آوریل: قطعنامه ۱۶۰۴: پناهندگان فلسطینی
۳۰ اکتبر: قطعنامه ۱۶۳۶
۲۰ دسامبر: قطعنامه ۱۷۲۵: پناهندگان فلسطینی
۱۹۶۲:
۱۱ دسامبر: قطعنامه ۱۷۸۹
۲۰ دسامبر: قطعنامه ۱۸۵۶: پناهندگان فلسطینی
۱۹۶۳
۲۷ ژوئن: قطعنامه ۱۸۷۴ مجمع ویژه سازمان ملل.
۲۷ ژوئن: قطعنامه ۱۸۷۵ مجمع ویژه سازمان ملل.
۶ نوامبر: قطعنامه ۱۸۹۰
۳ دسامبر: قطعنامه ۱۹۱۲: پناهندگان فلسطینی
۱۹۶۵:
۱۰ فوریه: قطعنامه ۲۰۰۲: پناهندگان فلسطینی
۱۳ دسامبر: قطعنامه ۲۰۴۷
۱۳ دسامبر: قطعنامه ۲۰۴۸
۱۵ دسامبر: قطعنامه ۲۰۵۲:
۱۹۶۶:
۲۶ اکتبر: قطعنامه ۲۱۳۹
۱۷ نوامبر: قطعنامه ۲۱۵۴: پناهندگان فلسطینی.
۱۹۶۷:
۴ ژوئیه: قطعنامه ۲۲۵۲: کمک‌های بشردوستانه در جنگ ۱۹۶۷.
۴ ژوئیه: قطعنامه 2253 (ES-V): اقدامات اسرائیل برای تغییر وضعیت بیت‌المقدس را باطل می‌کند
۱۴ ژوئیه: قطعنامه ۲۲۵۴: «ابراز خرسندی» از عدم پایبندی اسرائیل به قطعنامه ۲۲۵۳ مجمع عمومی سازمان ملل (ES-V)
۲۱ ژوئیه: قطعنامه ۲۲۵۶: اوضاع در خاورمیانه
۱۸ سپتامبر: قطعنامه ۲۲۵۷: اوضاع در خاورمیانه.
۱۶ نوامبر: قطعنامه ۲۲۶۴
۱۹ دسامبر: قطعنامه ۲۳۴۱: پناهندگان فلسطینی
۱۹۶۸:
۱ نوامبر: قطعنامه ۲۳۸۰
۱۹ دسامبر: قطعنامه ۲۴۴۳: کمیته ویژه ای را برای تحقیق در مورد اقدامات اسرائیلی مؤثر بر حقوق بشر فلسطین تأسیس می‌کند.
۱۹ دسامبر: قطعنامه ۲۴۵۲:
۱۹۶۹:
۵ دسامبر: قطعنامه ۲۵۲۲
۱۰ دسامبر: قطعنامه ۲۵۳۵: "تأیید مجدد" "حقوق غیرقابل انکار" مردم فلسطین و از شورای امنیت می‌خواهد "اقدامات مؤثر" را برای اجبار اجرای اجرای قطعنامه‌های قبلی سازمان ملل انجام دهد
۱۱ دسامبر: قطعنامه ۲۵۴۶: «نقض حقوق بشر و آزادیهای اساسی» اسرائیل در سرزمین‌های اشغالی را محکوم می‌کند
۱۹۷۰:
۴ نوامبر: قطعنامه ۲۶۲۸: اجرای سریع قطعنامه ۲۴۲ شورای امنیت سازمان ملل را تشویق می‌کند و می‌پذیرد که «احترام به حقوق فلسطینی‌ها یک عنصر انکار ناپذیر در برقراری صلح عادلانه و پایدار در خاورمیانه است»
۴ دسامبر: قطعنامه ۲۶۵۳
۵ دسامبر: قطعنامه ۲۷۲۷: از اسرائیل خواسته‌است توصیه‌های کمیته ویژه سازمان ملل را که در مورد شیوه‌های اسرائیل در سرزمین‌های اشغالی تحقیق می‌کند، اجرا کند
۷ دسامبر: قطعنامه ۲۶۵۶: ایجاد کارگروه برای تأمین
۸ دسامبر: قطعنامه ۲۶۷۲:
۱۵ دسامبر: قطعنامه ۲۷۲۸: گزارش کمیته ویژه برای بررسی شیوه‌های اسرائیلی که بر حقوق بشر جمعیت سرزمین‌های اشغالی تأثیر می‌گذارد.
۱۶ دسامبر: قطعنامه ۲۷۲۹: گزارش کارگروه در زمینه تأمین
۱۹۷۱:
۸ نوامبر: قطعنامه ۲۷۵۶
۶ دسامبر: قطعنامه ۲۷۹۱: کارگروه تأمین
۶ دسامبر: قطعنامه ۲۷۹۲ خواستار اجرای قطعنامه ۱۹۴ مجمع عمومی سازمان ملل است، بر «حقوق غیرقابل انکار مردم فلسطین» تأکید می‌کند و اسرائیل را متوقف می‌کند که اسکان مجدد ساکنان اردوگاه‌های پناهندگان فلسطین را متوقف کند.
۱۳ دسامبر: قطعنامه ۲۷۹۹: اوضاع در خاورمیانه.
۲۰ دسامبر: قطعنامه ۲۸۵۱: گزارش کمیته ویژه برای بررسی شیوه‌های اسرائیلی که بر حقوق بشر جمعیت مناطق اشغالی تأثیر می‌گذارد. اقدامات اسرائیل در سرزمین‌های اشغالی را محکوم می‌کند.
۱۹۷۲:
۹ نوامبر: قطعنامه ۲۹۱۲
۸ دسامبر: قطعنامه ۲۹۴۹: اوضاع در خاورمیانه.
۱۳ دسامبر: قطعنامه ۲۹۶۳
۱۳ دسامبر: قطعنامه ۲۹۶۴: کارگروه تأمین
۱۵ دسامبر: قطعنامه ۳۰۰۵: گزارش کمیته ویژه بررسی شیوه‌های اسرائیلی که در حقوق بشر جمعیت سرزمین‌های اشغالی تأثیر می‌گذارد.
۱۹۷۳:
۱۷ اکتبر: قطعنامه ۳۰۵۳
۷ دسامبر: قطعنامه ۳۰۸۹
۷ دسامبر: قطعنامه ۳۰۹۰: کارگروه تأمین
۷ دسامبر: قطعنامه ۳۰۹۲: گزارش کمیته ویژه برای بررسی شیوه‌های اسرائیلی که بر حقوق بشر جمعیت سرزمین‌های اشغالی تأثیر می‌گذارد.
۱۷ دسامبر: قطعنامه ۳۱۷۵: حاکمیت دائمی بر منابع طبیعی در سرزمین‌های اشغالی عرب.
۱۹۷۴:
۱۴ اکتبر: قطعنامه ۳۲۱۰: از PLO دعوت می‌کند تا در جلسات مجمع عمومی برای مسئله فلسطین شرکت کند.
۱۲ نوامبر: قطعنامه ۳۲۲۷
۲۲ نوامبر: قطعنامه ۳۲۳۶: حق مردم فلسطین را برای به دست آوردن حقوق خود، از جمله حق تعیین سرنوشت و حق بازگشت، به رسمیت می‌شناسد.
۲۲ نوامبر: قطعنامه ۳۲۳۷: وضعیت ناظر برای PLO.
۲۹ نوامبر: قطعنامه ۳۲۴۰: گزارش کمیته ویژه تحقیق دربارهٔ اقدامات اسرائیلی تأثیرگذار بر حقوق بشر جمعیت مناطق اشغالی.
۲۹ نوامبر: قطعنامه ۳۲۴۶: تأیید بر مشروعیت مقاومت مسلحانه توسط مردم مظلوم در راستای دستیابی به حق تعیین سرنوشت، و دولتهایی را که از آن حق پشتیبانی نمی‌کنند محکوم می‌کند
۱۶ دسامبر: قطعنامه ۳۳۳۰: کارگروه تأمین
۱۷ دسامبر: قطعنامه ۳۳۳۱
۱۷ دسامبر: قطعنامه ۳۳۳۶: حاکمیت دائمی بر منابع ملی در سرزمین‌های اشغالی عرب.
۱۹۷۵:
۳۰ اکتبر: قطعنامه ۳۳۷۰
۱۰ نوامبر: قطعنامه ۳۳۷۵: دعوت از سازمان آزادی‌بخش فلسطین برای مشارکت در تلاش‌های صلح در خاورمیانه.
۱۰ نوامبر: قطعنامه ۳۳۷۶: تأسیس کمیته اعمال حقوق غیرقابل انکار مردم فلسطین (CEIRPP).
۵ دسامبر: قطعنامه ۳۴۱۴: خواستار تحریم‌های اقتصادی و تحریم تسلیحاتی علیه اسرائیل است تا زمانی که از تمام سرزمین‌های اشغالی در سال ۱۹۶۷ خارج شود و به فلسطینی‌ها «حقوق ملی غیرقابل نفوذ» اعطا کند.
۸ دسامبر: قطعنامه ۳۴۱۹
۱۵ دسامبر: قطعنامه ۳۵۱۶: حاکمیت دائمی بر منابع ملی در سرزمین‌های اشغالی عرب.
۱۵ دسامبر: قطعنامه ۳۵۲۵: گزارش کمیته ویژه تحقیق دربارهٔ اقدامات اسرائیلی تأثیرگذار بر حقوق بشر جمعیت مناطق اشغالی.
۱۹۷۶:
۲۳ نوامبر: قطعنامه ۳۱/۱۵
۲۴ نوامبر: قطعنامه ۳۱/۲۰: ابراز نگرانی عمیق از اینکه هیچ «راه حل عادلانه» برای «مسئله فلسطین» حاصل نشده‌است، از این مسئله به عنوان هسته اصلی مناقشه خاورمیانه یاد می‌کند و «حقوق غیرقابل انکار» را مجدداً تأیید می‌کند. فلسطینی‌ها، از جمله حق بازگشت و حق استقلال ملی.
۲۹ نوامبر: قطعنامه ۳۱/۲۲
۹ دسامبر: قطعنامه ۳۱/۶۲: خواستار کنفرانس بین‌المللی صلح خاورمیانه تحت نظارت سازمان ملل و با ریاست ایالات متحده و اتحاد جماهیر شوروی است.
۱۶ دسامبر: قطعنامه ۳۱/۱۰۶: گزارش کمیته ویژه تحقیق دربارهٔ اقدامات اسرائیلی تأثیرگذار بر حقوق بشر مناطق اشغالی.
۲۱ دسامبر: قطعنامه ۳۱/۱۸۶: حاکمیت دائمی بر منابع ملی در سرزمین‌های اشغالی عرب.
۱۹۷۷:
۲۵ نوامبر: قطعنامه ۳۲/۲۰: تأیید مجدد درخواست‌های قبلی برای خروج کامل اسرائیل از سرزمین‌های اشغالی و یک کنفرانس صلح بین‌المللی با مشارکت PLO است.
۲ دسامبر: قطعنامه ۳۲/۴۰: تأیید مجدد «حقوق غیرقابل نفوذ مردم فلسطین»، از جمله حق حاکمیت ملی و حق بازگشت.
۱۳ دسامبر: قطعنامه ۳۲/۹۰
۱۳ دسامبر: قطعنامه ۳۲/۹۱: گزارش کمیته ویژه تحقیق دربارهٔ اقدامات اسرائیلی تأثیرگذار بر حقوق بشر جمعیت مناطق اشغالی. از اسرائیل می‌خواهد که به کنوانسیون ژنو احترام بگذارد
۱۵ دسامبر: قطعنامه ۳۲/۱۱۱: نیازهای بهداشتی کودکان پناهنده فلسطینی.
۱۹ دسامبر: قطعنامه ۳۲/۱۶۱: حاکمیت دائم بر منابع ملی
۱۹۷۷:
۲۵ نوامبر: قطعنامه ۳۲/۲۰: تأیید مجدد درخواست‌های قبلی برای خروج کامل اسرائیل از سرزمین‌های اشغالی و یک کنفرانس صلح بین‌المللی با مشارکت PLO است.
۲ دسامبر: قطعنامه ۳۲/۴۰: تأیید مجدد «حقوق غیرقابل نفوذ مردم فلسطین»، از جمله حق حاکمیت ملی و حق بازگشت.
۱۳ دسامبر: قطعنامه ۳۲/۹۰
۱۳ دسامبر: قطعنامه ۳۲/۹۱: گزارش کمیته ویژه تحقیق دربارهٔ اقدامات اسرائیلی تأثیرگذار بر حقوق بشر جمعیت مناطق اشغالی. از اسرائیل می‌خواهد که به کنوانسیون ژنو احترام بگذارد
۱۵ دسامبر: قطعنامه ۳۲/۱۱۱: نیازهای بهداشتی کودکان پناهنده فلسطینی.
۱۹ دسامبر: قطعنامه ۳۲/۱۶۱: حاکمیت دائمی بر منابع ملی در سرزمین‌های اشغالی عرب.
۱۹ دسامبر: قطعنامه ۳۲/۱۷۱: شرایط زندگی مردم فلسطین.
۲۱ دسامبر: قطعنامه 32/212-III: پیامدهای گسترش برخی از کارمندان سابق توسط صندوق بازنشستگی کارکنان سازمان ملل برای خدمات
۱۹۷۸:
۷ دسامبر: قطعنامه ۳۳/۲۸
۷ دسامبر: قطعنامه ۳۳/۲۹: مجدداً برخاستهای قبلی برای خروج کامل اسرائیل از سرزمین‌های اشغالی و کنفرانس صلح بین‌المللی با مشارکت PLO تأکید می‌کند.
۱۵ دسامبر: قطعنامه ۳۳/۸۱: نیازهای بهداشتی کودکان پناهنده فلسطینی.
۱۸ دسامبر: قطعنامه ۳۳/۱۱۰: شرایط زندگی مردم فلسطین.
۱۸ دسامبر: قطعنامه ۳۳/۱۱۲
۱۸ دسامبر: قطعنامه ۳۳/۱۱۳: گزارش کمیته ویژه تحقیق دربارهٔ اقدامات اسرائیلی تأثیرگذار بر حقوق بشر جمعیت مناطق اشغالی.
۲۰ دسامبر: قطعنامه ۳۳/۱۴۷: کمک به مردم فلسطین.
۱۹۷۹:
۱۶ نوامبر: قطعنامه ۳۴/۲۹: ابراز نگرانی از تبعید بنام شکا، شهردار نابلوس، توسط اسرائیل.
۲۳ نوامبر: قطعنامه ۳۴/۵۲
۲۹ نوامبر و ۱۲ دسامبر: قطعنامه ۳۴/۶۵
۶ دسامبر: قطعنامه ۳۴/۷۰: تأیید مجدد درخواست‌های قبلی برای خروج کامل اسرائیل از سرزمین‌های اشغالی و کنفرانس صلح بین‌المللی با مشارکت PLO است.
۱۱ دسامبر: قطعنامه ۳۴/۷۷: خواستار ایجاد منطقه عاری از سلاح هسته ای در خاورمیانه.
۱۲ دسامبر: قطعنامه ۳۴/۹۰: گزارش کمیته ویژه تحقیق دربارهٔ اقدامات اسرائیلی تأثیرگذار بر حقوق بشر جمعیت مناطق اشغالی.
۱۴ دسامبر: قطعنامه ۳۴/۱۱۳: شرایط زندگی مردم فلسطین.
۱۴ دسامبر: قطعنامه ۳۴/۱۳۳: کمک به مردم فلسطین.
۱۴ دسامبر: قطعنامه ۳۴/۱۳۶: حاکمیت دائمی بر منابع ملی در سرزمین‌های اشغالی عرب.
۱۹۸۰:
۳ نوامبر: قطعنامه ۳۵/۱۳
۵ دسامبر: قطعنامه ۳۵/۷۵: شرایط زندگی مردم فلسطین.
۵ دسامبر: قطعنامه ۳۵/۱۱۰: حاکمیت دائمی بر منابع ملی در سرزمین‌های اشغالی عرب.
۵ دسامبر: قطعنامه ۳۵/۱۱۱: کمک به مردم فلسطین.
۱۱ دسامبر: قطعنامه ۳۵/۱۲۲: گزارش کمیته ویژه تحقیق دربارهٔ اقدامات اسرائیلی که بر حقوق بشر جمعیت سرزمین‌های اشغالی تأثیر می‌گذارد.
۱۵ دسامبر: قطعنامه ۳۵/۱۶۹
۱۶ دسامبر: قطعنامه ۳۵/۲۰۷: تأیید مجدد درخواست‌های قبلی برای خروج کامل اسرائیل از سرزمین‌های اشغالی و ایجاد کشور فلسطین است.
۱۹۸۱:
۲۸ اکتبر: قطعنامه ۳۶/۱۵: خواستار آن است که اسرائیل از هرگونه کاوش باستان‌شناسی در شرق قدس به‌طور کلی با تأکید بر کوه معبد چشم پوشی کند.
۴ دسامبر: قطعنامه ۳۶/۷۰: کمک به مردم فلسطین.
۴ دسامبر: قطعنامه ۳۶/۷۳: شرایط زندگی مردم فلسطین.
۱۰ دسامبر: قطعنامه ۳۶/۱۲۰
۱۶ دسامبر: قطعنامه ۳۶/۱۴۶
۱۶ دسامبر: قطعنامه ۳۶/۱۴۷: گزارش کمیته ویژه تحقیق دربارهٔ اقدامات اسرائیلی تأثیرگذار بر حقوق بشر جمعیت مناطق اشغالی.
۱۶ دسامبر: قطعنامه ۳۶/۱۵۰: اسرائیل را متوقف می‌کند که برنامه‌ریزی کانال بین دریای مرده و دریای مدیترانه را متوقف کند.
۱۷ دسامبر: قطعنامه ۳۶/۱۷۳: حاکمیت دائم بر منابع ملی در سرزمین‌های اشغالی عرب.
۱۷ دسامبر: قطعنامه‌های ۳۶/۲۲۶ مجمع عمومی سازمان ملل متحد A & B: تأیید مجدد درخواست‌های قبلی برای خروج کامل اسرائیل از سرزمین‌های اشغالی و ایجاد کشور فلسطین است.
۱۹۸۲:
۵ فوریه: نهمین جلسه ویژه اضطراری ES / 9-1: وضعیت در سرزمین‌های اشغالی عرب.
۱۶ نوامبر: قطعنامه ۳۷/۱۸: اسرائیل را از اجرای قطعنامه ۴۸۷ شورای امنیت محکوم می‌کند و از اسرائیل می‌خواهد تهدید خود را برای حمله به تأسیسات هسته ای کشورهای همسایه بازگرداند.
۱۰ دسامبر: قطعنامه ۳۷/۸۶
۱۰ دسامبر: قطعنامه ۳۷/۸۸: گزارش کمیته ویژه تحقیق دربارهٔ اقدامات اسرائیلی تأثیرگذار بر حقوق بشر جمعیت مناطق اشغالی.
۱۶ دسامبر: قطعنامه ۳۷/۱۲۰
۱۶ دسامبر: قطعنامه ۳۷/۱۲۲: از اسرائیل می‌خواهد که کانالی بین دریای مرده و ماد ایجاد نکند
۱۹۸۲:
۵ فوریه: نهمین جلسه ویژه اضطراری ES / 9-1: وضعیت در سرزمین‌های اشغالی عرب.
۱۶ نوامبر: قطعنامه ۳۷/۱۸: اسرائیل را از اجرای قطعنامه ۴۸۷ شورای امنیت محکوم می‌کند و از اسرائیل می‌خواهد تهدید خود را برای حمله به تأسیسات هسته ای کشورهای همسایه بازگرداند.
۱۰ دسامبر: قطعنامه ۳۷/۸۶
۱۰ دسامبر: قطعنامه ۳۷/۸۸: گزارش کمیته ویژه تحقیق دربارهٔ اقدامات اسرائیلی تأثیرگذار بر حقوق بشر جمعیت مناطق اشغالی.
۱۶ دسامبر: قطعنامه ۳۷/۱۲۰
۱۶ دسامبر: قطعنامه ۳۷/۱۲۲: از اسرائیل می‌خواهد که کانالی بین دریای مرده و دریای مدیترانه ایجاد نکند.
۱۶ دسامبر: قطعنامه ۳۷/۱۲۳: محکوم کردن مسئولیت ادعا شده اسرائیل در مورد قتل‌عام صبرا و شاتیلا توسط حزب کاتائب در بیروت، لبنان؛ ثابت می‌کند که این قتل‌عام یک عمل نسل‌کشی بوده‌است. اعمال غارت میراث فرهنگی فلسطین را محکوم می‌کند؛ اشغال کرانه باختری، غزه و ارتفاعات جولان را محکوم می‌کند؛ و الحاق اورشلیم را محکوم می‌کند.
۱۷ دسامبر: قطعنامه ۳۷/۱۳۴: کمک به مردم فلسطین.
۱۷ دسامبر: قطعنامه ۳۷/۱۳۵: حاکمیت دائمی بر منابع ملی در فلسطین‌های اشغالی و سایر مناطق عربی.
۲۰ دسامبر: قطعنامه ۳۷/۲۲۲: شرایط زندگی مردم فلسطین در سرزمین‌های اشغالی فلسطین.
۱۹۸۳:
۱۳ دسامبر: قطعنامه ۳۸/۵۸
۱۵ دسامبر: قطعنامه‌های ۳۸/۷۹: گزارش کمیته ویژه تحقیق دربارهٔ اقدامات اسرائیلی مؤثر بر حقوق بشر جمعیت مناطق اشغالی.
۱۵ دسامبر: قطعنامه ۳۸/۸۳
۱۵ دسامبر: قطعنامه ۳۸/۸۵: از اسرائیل می‌خواهد که کانالی بین دریای مرده و دریای مدیترانه ایجاد نکند.
۱۹ دسامبر: قطعنامه ۳۸/۱۴۴: حاکمیت دائم بر منابع ملی در فلسطین‌های اشغالی و سایر مناطق عربی.
۱۹ دسامبر: قطعنامه ۳۸/۱۴۵: کمک به مردم فلسطین.
۱۹ دسامبر: قطعنامه ۳۸/۱۶۶: شرایط زندگی مردم فلسطین در سرزمین‌های اشغالی فلسطین.
۱۹ دسامبر: قطعنامه‌های ۳۸/۱۸۰: از همه ملت می‌خواهد که کلیه روابط دیپلماتیک، اقتصادی و فناوری با اسرائیل را متوقف یا قطع کنند. محکوم کردن اسرائیل در موضوعات مختلف از جمله اشغال کرانه باختری، غزه و ارتفاعات جولان، جنگ در لبنان و الحاق بیت‌المقدس.
۱۹۸۴:
۱۱ دسامبر: قطعنامه ۳۹/۴۹
۱۴ دسامبر: قطعنامه‌های ۳۹/۹۵: گزارش کمیته ویژه تحقیق در مورد اقدامات اسرائیلی مؤثر بر حقوق بشر جمعیت مناطق اشغالی.
۱۴ دسامبر: قطعنامه ۳۹/۹۹
۱۴ دسامبر: قطعنامه ۳۹/۱۰۱: از اسرائیل می‌خواهد که کانالی بین دریای مرده و دریای مدیترانه ایجاد نکند.
۱۷ دسامبر: قطعنامه ۳۹/۱۶۹: شرایط زندگی مردم فلسطین در سرزمین‌های اشغالی فلسطین.
۱۸ دسامبر: قطعنامه ۳۹/۲۲۳: پروژه‌های توسعه اقتصادی در سرزمین‌های اشغالی فلسطین.
۱۸ دسامبر: قطعنامه ۳۹/۲۲۴: کمک به مردم فلسطین.
۱۹۸۵:
۱۲ دسامبر: قطعنامه ۴۰/۹۶
۱۶ دسامبر: قطعنامه‌های ۴۰/۱۶۱: گزارش کمیته ویژه تحقیق در مورد اقدامات اسرائیلی تأثیرگذار بر حقوق بشر جمعیت مناطق اشغالی.
۱۶ دسامبر: قطعنامه ۴۰/۱۶۵
۱۶ دسامبر: قطعنامه ۴۰/۱۶۷: تصمیم به نظارت بر تصمیم اسرائیل در ساخت کانال بین دریای مرده و دریای مدیترانه است.
۱۷ دسامبر: قطعنامه ۴۰/۱۶۹: پروژه‌های توسعه اقتصادی در سرزمین‌های اشغالی فلسطین.
۱۷ دسامبر: قطعنامه ۴۰/۱۷۰: کمک به مردم فلسطین.
۱۷ دسامبر: قطعنامه ۴۰/۲۰۱۲: شرایط زندگی مردم فلسطین در سرزمین‌های اشغالی فلسطین.
۱۹۸۶:
۲ دسامبر: قطعنامه ۴۱/۴۳
۳ دسامبر: قطعنامه‌های ۴۱/۶۳: گزارش کمیته ویژه تحقیق در مورد اقدامات اسرائیلی که بر حقوق بشر جمعیت مناطق اشغالی اشغال شده‌است.
۳ دسامبر: قطعنامه ۴۱/۶۹
۸ دسامبر: قطعنامه ۴۱/۱۸۱: کمک به مردم فلسطین.
۱۹۸۷:
۲ دسامبر: قطعنامه ۴۲/۶۶
۲ دسامبر: قطعنامه ۴۲/۶۹
۸ دسامبر: قطعنامه ۴۲/۱۶۰: گزارش کمیته ویژه تحقیق در مورد اقدامات اسرائیلی تأثیرگذار بر حقوق بشر جمعیت مناطق اشغالی.
۱۱ دسامبر: قطعنامه ۴۲/۱۶۶: کمک به مردم فلسطین.
۱۱ دسامبر: قطعنامه ۴۲/۱۹۰: شرایط زندگی مردم فلسطین در سرزمین‌های اشغالی فلسطین.
۱۹۸۸:
۲۰ آوریل: قطعنامه ۴۳/۲۳۳: ابراز شوک از کشته شدن غیرنظامیان فلسطین در ناهالین.
۳ نوامبر: قطعنامه ۴۳/۲۱: قیام (انتفاضه) فلسطین.
۶ دسامبر: قطعنامه ۴۳/۵۷
۶ دسامبر: قطعنامه‌های ۴۳/۵۸: گزارش کمیته ویژه تحقیق در مورد اقدامات اسرائیلی تأثیرگذار بر حقوق بشر جمعیت مناطق اشغالی.
۷ دسامبر: قطعنامه ۴۳/۶۵: خواستار ایجاد منطقه عاری از سلاح هسته ای i
۱۹۸۸:
۲۰ آوریل: قطعنامه ۴۳/۲۳۳: ابراز شوک از کشته شدن غیرنظامیان فلسطین در ناهالین.
۳ نوامبر: قطعنامه ۴۳/۲۱: قیام (انتفاضه) فلسطین.
۶ دسامبر: قطعنامه ۴۳/۵۷
۶ دسامبر: قطعنامه‌های ۴۳/۵۸: گزارش کمیته ویژه تحقیق در مورد اقدامات اسرائیلی تأثیرگذار بر حقوق بشر جمعیت مناطق اشغالی.
۷ دسامبر: قطعنامه ۴۳/۶۵: خواستار ایجاد منطقه عاری از سلاح هسته ای در خاورمیانه.
۱۵ دسامبر: قطعنامه ۴۳/۱۷۵
۱۵ دسامبر: قطعنامه ۴۳/۱۷۶ مجمع عمومی سازمان ملل: کنفرانس بین‌المللی صلح؛ اصول صلح
۱۵ دسامبر: قطعنامه ۴۳/۱۷۷ مجمع عمومی سازمان ملل: اعلامیه کشور فلسطین در ۱۵ نوامبر ۱۹۸۸ را تصدیق می‌کند.
۲۰ دسامبر: قطعنامه ۴۳/۱۷۸: کمک به مردم فلسطین.
۲۰۱۲
قطعنامه ۶۶/۲۲۵ مجمع عمومی سازمان ملل متحد (۲۰۱۲)
۲۹ نوامبر: قطعنامه ۶۷/۱۹: فلسطین را به یک کشور ناظر غیر عضو تبدیل کرد.
۲۰۱۸
قطعنامه ۷۳/۵ مجمع عمومی سازمان ملل متحد (۲۰۱۸): فلسطین را به عنوان کرسی ریاست جلسات ۲۰۱۹ برای گروه ۷۷ منصوب می‌کند.

## قطعنامه‌های شورای امنیت سازمان ملل
قطعنامه ۴۲: مسئله فلسطین (۵ مارس ۱۹۴۸) به کمیسیون فلسطین توصیه‌هایی را می‌طلبد
قطعنامه ۴۳: مسئله فلسطین (۱ آوریل ۱۹۴۸) "افزایش خشونت و بی نظمی در فلسطین" را به رسمیت می‌شناسد و از نمایندگان "آژانس یهودی فلسطین و کمیته عالی عربی" می‌خواهد، با شورای امنیت ترتیب دهند "آتش بس بین اعراب و جوامع یهودی فلسطین … از گروه‌های مسلح عربی و یهودی در فلسطین خواستند که فوراً اعمال خشونت آمیز را متوقف کنند. "
قطعنامه ۴۴: مسئله فلسطین (۱ آوریل ۱۹۴۸) خواستار تشکیل جلسه ویژه مجمع عمومی است
قطعنامه ۴۶: سؤال فلسطین (۱۷ آوریل ۱۹۴۸) از آنجا که پادشاهی متحده قدرت اجباری است، "این مسئول حفظ صلح و نظم در فلسطین است." قطعنامه‌ها همچنین "از همه افراد و سازمان‌های فلسطین فراخوانده می‌شود" تا واردات "باندهای مسلح و پرسنل جنگی … از هر مبنای آنها ؛.. اسلحه و مواد جنگی ؛.. خودداری کنید، در انتظار دولت آینده فلسطین … از هرگونه فعالیت سیاسی که ممکن است به منافع حقوق، ادعاها یا موقعیت هر یک از جامعه آسیب بزند، … از هرگونه عملی که امنیت مکانهای مقدس در فلسطین را به خطر اندازد، خودداری کنید. "
قطعنامه ۴۸: ۲۳ آوریل ۱۹۴۸، از همه طرف‌های ذی‌ربط می‌خواهد تا قطعنامه ۴۶ شورای امنیت سازمان ملل را رعایت کنند و کمسیون آتش‌بس را برای فلسطین تأسیس می‌کنند تا از SC در اجرای آتش‌بس استفاده کنند. ۸–۰، ممتنع از کلمبیا، SSR اوکراین و اتحاد جماهیر شوروی تأیید شد.
قطعنامه ۴۹: ۲۲ مه ۱۹۴۸ دستور آتش‌بس را صادر کرد که ظهر، ۲۴ مه ۱۹۴۸، به وقت محلی در نیویورک اجرا شود. دستور می‌دهد کمیسیون آتش‌بس فلسطین که قبلاً گزارش داده بود پیرامون انطباق. مصوب ۸–۰، ممتنع از اتحاد جماهیر شوروی اتحادیه اروپا، اتحاد جماهیر شوروی و سوریه.
قطعنامه ۵۰: ۲۹ مه ۱۹۴۸، خواستار آتش‌بس چهار هفته ای است که شامل فلسطین، مصر، عراق، لبنان، عربستان سعودی، سوریه، ماوراءجان و یمن است. از همه می‌خواهد تا از اماکن مقدس و اورشلیم محافظت کنند. در صورت لزوم به بسیاری از ناظران نظامی واسطه سازمان ملل را پیشنهاد می‌کند. تخلفات بیشتر و شورای اقدامات مربوط به فصل هفتم منشور سازمان ملل را در نظر خواهد گرفت. در قسمتهای مصوب؛ به‌طور کلی رای‌گیری در مورد قطعنامه
قطعنامه ۵۳: مسئله فلسطین (۷ ژوئیه ۱۹۴۸)
قطعنامه ۵۴: مسئله فلسطین (۱۵ ژوئیه ۱۹۴۸)
قطعنامه ۵۶: مسئله فلسطین (۱۹ اوت ۱۹۴۸)
قطعنامه ۵۷: مسئله فلسطین (۱۸ سپتامبر ۱۹۴۸)
قطعنامه ۵۹: مسئله فلسطین (۱۹ اکتبر ۱۹۴۸)
قطعنامه ۶۰: مسئله فلسطین (۲۹ اکتبر ۱۹۴۸)
قطعنامه ۶۱: مسئله فلسطین (۴ نوامبر ۱۹۴۸)
قطعنامه ۶۲: مسئله فلسطین (۱۶ نوامبر ۱۹۴۸)
قطعنامه ۶۶: مسئله فلسطین (۲۹ دسامبر ۱۹۴۸)
قطعنامه ۶۹: پذیرش اسرائیل در سازمان ملل (۰۴ مارس ۱۹۴۹)
قطعنامه ۷۲: سؤال فلسطین (۱۱ اوت ۱۹۴۹)
قطعنامه ۷۳: مسئله فلسطین (۱۱ اوت ۱۹۴۹)
قطعنامه ۸۹ (۱۷ نوامبر ۱۹۵۰): در مورد آتش‌بس در جنگ اعراب و اسرائیل در سال ۱۹۴۸ و «انتقال افراد».
قطعنامه ۹۲: مسئله فلسطین (۸ مه ۱۹۵۱)
قطعنامه ۹۳: مسئله فلسطین (۱۸ مه ۱۹۵۱)
قطعنامه ۹۵: مسئله فلسطین (۱ سپتامبر ۱۹۵۱)
قطعنامه ۱۰۰: مسئله فلسطین (۲۷ اکتبر ۱۹۵۳)
قطعنامه ۱۰۱: مسئله فلسطین (۲۴ نوامبر ۱۹۵۳)
قطعنامه ۱۰۶: مسئله فلسطین (۲۹ مارس ۱۹۵۵) اسرائیل را برای حمله به غزه محکوم کرد.
قطعنامه ۱۰۷: مسئله فلسطین (۳۰ مارس)
قطعنامه ۱۰۸: مسئله فلسطین (۸ سپتامبر)
قطعنامه ۱۱۳: مسئله فلسطین (۴ آوریل)
قطعنامه ۱۱۴: مسئله فلسطین (۴ ژوئن)
قطعنامه ۱۲۷: مسئله فلسطین (۲۲ ژانویه ۱۹۵۸) "..." توصیه می‌کند که اسرائیل "منطقه کسی" خود را در اورشلیم به حالت تعلیق درآورد.
قطعنامه ۲۲۸: مسئله فلسطین (۲۵ نوامبر ۱۹۶۶) "..." اسرائیل را "بخاطر حمله خود به سامو در کرانه باختری و سپس تحت کنترل اردن" سانسور می‌کند ".
قطعنامه ۲۳۳ جنگ شش روزه (۶ ژوئن ۱۹۶۷)
قطعنامه ۲۳۴ جنگ شش روزه (۷ ژوئن ۱۹۶۷)
قطعنامه ۲۳۵ جنگ شش روزه (۹ ژوئن ۱۹۶۷)
قطعنامه ۲۳۶ جنگ شش روزه (۱۱ ژوئن ۱۹۶۷)
قطعنامه ۲۳۷: جنگ شش روزه ۱۴ ژوئن ۱۹۶۷) "..." اسرائیل را ترغیب می‌کند تا اجازه بازگشت پناهندگان فلسطینی جدید ۱۹۶۷ را بدهند ". و از اسرائیل خواست تا از امنیت و رفاه ساکنان مناطقی که درگیری صورت گرفته‌است اطمینان حاصل کند.
قطعنامه ۲۴۰ (۲۵ اکتبر ۱۹۶۷): در مورد نقض آتش‌بس
قطعنامه ۲۴۲ (۲۲ نوامبر ۱۹۶۷): خاتمه کلیه ادعاها یا حالت‌های خصمانه و احترام و تأیید به حاکمیت، تمامیت ارضی و استقلال سیاسی هر کشور در منطقه. از همسایگان اسرائیل می‌خواهد به وضعیت دفاعی خاتمه دهند و با عقب‌نشینی نیروهای خود از زمین ادعا شده توسط سایر احزاب در جنگ ۱۹۶۷، اسرائیل را متعهد به تلافی می‌کنند. امروز به‌طور معمول تعبیر می‌شود که خواستار ایجاد زمین برای صلح به عنوان راهی برای حل مناقشه اعراب و اسرائیل است.
قطعنامه ۲۴۸: (۲۴ مارس ۱۹۶۸) "..." اسرائیل را برای حمله گسترده خود به کرامه در اردن محکوم کرد ".
قطعنامه ۲۵۰: (۲۷ آوریل) "..." اسرائیل را فراخوانی می‌کند که از برگزاری رژه نظامی در اورشلیم خودداری کنند ".
قطعنامه ۲۵۱: (۲ مه) «... به شدت مخالف قطعنامه ۲۵۰ نظامی اسرائیل در اورشلیم است.»
قطعنامه ۲۵۲: (۲۱ مه) "..." اقدامات اسرائیل برای متحد کردن قدس به عنوان پایتخت یهود "را نامعتبر اعلام می‌کند.
قطعنامه ۲۵۶: (۱۶ اوت) "..." حمله اسرائیل به اردن را "نقض آشکار" محکوم کرد.
قطعنامه ۲۵۸: (۱۸ سپتامبر) … با ابراز نگرانی از رفاه ساکنان سرزمین‌های تحت اشغال اسرائیل، و از نماینده ویژه درخواست کرد که برای گزارش قطعنامه ۲۳۷ گزارش شود و اسرائیل همکاری کند.
قطعنامه ۲۵۹: (۲۷ سپتامبر) "..." از امتناع اسرائیل از پذیرش مأموریت سازمان ملل برای تحقیق در مورد اشغال ابراز تأسف می‌کند ".
قطعنامه ۲۶۲: (۳۱ دسامبر) "..." اسرائیل را برای حمله به فرودگاه بیروت محکوم می‌کند ".
قطعنامه ۲۶۵: (۱ آوریل ۱۹۶۹) "..." اسرائیل را برای حملات هوایی به نمک "محکوم می‌کند".
قطعنامه ۲۶۷: (۳ ژوئیه) "..." اسرائیل را برای اقدامات اداری برای تغییر وضعیت بیت‌المقدس سانسور می‌کند ".
قطعنامه ۲۷۰: (۲۶ اوت) "..." اسرائیل را برای حملات هوایی به روستاهای جنوب لبنان محکوم می‌کند ".
قطعنامه ۲۷۱: (۱۵ سپتامبر) "..." محکوم کردن "عدم اجرای اسرائیل در اجرای قطعنامه‌های سازمان ملل در بیت المقدس".
قطعنامه ۲۷۹: (۱۲ مه ۱۹۷۰) «خواستار خروج فوری کلیه نیروهای مسلح اسرائیل از خاک لبنان است.» (متن کامل)
قطعنامه ۲۸۰: (۱۹ مه) "..." حمله اسرائیل علیه لبنان را محکوم کرد ".
قطعنامه ۲۸۵: (۵ سپتامبر) "..." خواستار خروج فوری اسرائیل از لبنان ".
قطعنامه ۲۹۸: (۲۵ سپتامبر ۱۹۷۱) "..." از تغییر وضعیت بیت‌المقدس اسرائیل ابراز تأسف می‌کند ".
قطعنامه ۳۱۳: (۲۸ فوریه ۱۹۷۲) "..." "خواستار آن است که اسرائیل حملات علیه لبنان را متوقف کند".
قطعنامه ۳۱۶: (۲۶ ژوئن) "..." اسرائیل را برای حملات مکرر به لبنان محکوم می‌کند ".
قطعنامه ۳۱۷: (۲۱ ژوئیه) "..." از امتناع اسرائیل از آزادی اعراب ربوده شده در لبنان ابراز تأسف می‌کند ".
قطعنامه ۳۳۱: (۲۰ آوریل ۱۹۷۳)
قطعنامه ۳۳۲: (۲۱ آوریل) "..." حملات مکرر اسرائیل علیه لبنان را محکوم می‌کند ".
قطعنامه ۳۳۷: (۱۵ اوت) "..." اسرائیل را به دلیل نقض حق حاکمیت و تمامیت ارضی لبنان و انحراف به اجبار و تصرف یک هواپیمای لبنانی از فضای هوایی لبنان محکوم می‌کند ".
قطعنامه ۳۳۸ (۲۲ اکتبر ۱۹۷۳): "..." "خواستار آتش بس" در جنگ یوم کیپور و "اجرای قطعنامه ۲۴۲ شورای امنیت (۱۹۶۷) در همه قسمت‌های آن" است، و "تصمیم می‌گیرد، فوراً و همزمان با آتش بس، مذاکرات بین طرفین ذی‌ربط تحت حمایت‌های مناسب با هدف برقراری صلح عادلانه و بادوام در خاورمیانه آغاز می‌شود. "
قطعنامه ۳۳۹ (۲۳ اکتبر 1973): Res. ۳۳۸، ناظران سازمان ملل را اعزام کنید.
قطعنامه ۳۴۰ (۲۵ اکتبر): "خواستار مشاهده آتش‌بس فوری و کامل، در هر ۳۳۸ و ۳۳۹ است و درخواست افزایش تعداد ناظران نظامی سازمان ملل را دارد
قطعنامه ۳۴۱ (۲۷ اکتبر): "گزارش اجرای قطعنامه ۳۴۰ را تصویب می‌کند
قطعنامه ۳۴۴ (۱۵ دسامبر)
قطعنامه ۳۴۶ (۸ آوریل ۱۹۷۴)
قطعنامه ۳۴۷: (۲۴ آوریل) "..." حمله اسرائیل به لبنان را محکوم می‌کند ".
قطعنامه ۳۵۰ (۳۱ مه ۱۹۷۴) نیروی ناظران از سازمان ملل متحد را برای نظارت بر آتش‌بس بین اسرائیل و سوریه در پی جنگ یوم کیپور تأسیس کرد.
قطعنامه ۳۶۳ (۲۹ نوامبر)
قطعنامه ۳۶۸ (۱۷ آوریل ۱۹۷۵) از طرفین درگیر در شرایط حاکم بر تنش در خاورمیانه خواست تا بلافاصله قطعنامه ۳۳۸ را اجرا کنند.
قطعنامه ۳۶۹ (۲۸ مه ۱۹۷۵) با ابراز نگرانی از وضعیت حاکم بر تنش در خاورمیانه، مجدداً تأکید کرد که دو توافق قبلی تنها گامی در جهت اجرای قطعنامه ۳۳۸ بوده و طرفین را به اجرای آن فراخوانده و تمدید کرده‌اند. مأموریت نیروهای ناظر بر سازمان منع سازمان ملل متحد.
قطعنامه ۳۷۱، از عدم پیشرفت در جهت صلح پایدار در خاورمیانه ابراز نگرانی کرد.
قطعنامه ۳۹۰، گزارشی را در مورد نیروی ناظر بر سازمان منع سازمان ملل متحد و تمدید وظیفه خود در نظر گرفت، به تلاشها برای برقراری صلح در خاورمیانه اشاره کرد، اما ابراز نگرانی از وضعیت غالب تنش‌ها ابراز نگرانی کرد و خواستار اجرای قطعنامه ۳۳۸ شد.
قطعنامه ۳۹۶
قطعنامه ۴۰۸
قطعنامه ۴۱۶
قطعنامه ۴۲۰، در رابطه با نیروی ناظر سازمان ملل در مورد عدم انکار.
قطعنامه ۴۲5 (1978): "..." از اسرائیل می‌خواهد که نیروهای خود را از لبنان خارج کند. " خروج اسرائیل از لبنان تا ۱۶ ژوئن ۲۰۰۰ به پایان رسید.
قطعنامه ۴۲۶، نیروی موقت سازمان ملل را در لبنان (UNIFIL) تأسیس کرد.
قطعنامه ۴۲۷: "..." اسرائیل را فراخوانده است تا خروج خود از لبنان را کامل کند ".
قطعنامه ۴۲۹
قطعنامه ۴۳۴، دستورالعمل UNIFIL را تجدید کرد و از اسرائیل و لبنان خواست تا قطعنامه‌های قبلی را اجرا کنند.
قطعنامه ۴۳۸
قطعنامه ۴۴۱
قطعنامه ۴۴۴: "..." از عدم همکاری اسرائیل با نیروهای صلح سازمان ملل متحد ابراز تأسف می‌کند ".
قطعنامه ۴۴6 (1979): "تعیین می‌کند" که شهرک سازی اسرائیل یک "مانع جدی" برای صلح است و اسرائیل را ملزم به پیروی از کنوانسیون چهارم ژنو می‌کند ".
قطعنامه ۴۴۹، در مورد نیروی ناظر از سازمان ملل متوقف شده سازمان ملل.
قطعنامه ۴۵۰: "..." اسرائیل را متوقف می‌کند که حمله به لبنان را متوقف کند ".
قطعنامه ۴۵۲: "..." اسرائیل را متوقف می‌کند که ساخت و سازها در مناطق اشغالی را متوقف کند ".
قطعنامه ۴۵۶، در مورد نیروی ناظر از سازمان ملل متحد برای برکناری.
قطعنامه ۴۵۹، در مورد UNIFIL.
قطعنامه ۴۶۵: "..." شهرکهای اسرائیل را ابراز تأسف می‌کند و از همه کشورهای عضو می‌خواهد به برنامه تسویه اسرائیل کمک نکنند ".
قطعنامه ۴۶۷: "..." به شدت از مداخله نظامی اسرائیل در لبنان ابراز تأسف می‌کند ".
قطعنامه ۴۶۸: "..." اسرائیل را متوقف می‌کند که اخراج‌های غیرقانونی دو شهردار فلسطین و یک قاضی را متوقف سازد و بازگشت آنها را تسهیل کند. "
قطعنامه ۴۶۹: "..." به شدت ابراز نارضایتی "از عدم اجرای اسرائیل در اجرای دستور شورا مبنی بر تبعید فلسطینیان".
قطعنامه ۴۷۰، در مورد نیروی ناظر از سازمان ملل متوقف شده سازمان ملل.
قطعنامه ۴۷۱: "..." از عدم تحقق اسرائیل در کنوانسیون چهارم ژنو ابراز نگرانی می‌کند ".
قطعنامه ۴۷۴، در مورد نیروی ناظر از سازمان ملل متحد از منع سازمان ملل.
قطعنامه ۴۷۶: "..." تأکید می‌کند که ادعای اسرائیل در بیت‌المقدس "باطل است". تغییر وضعیت بیت‌المقدس به منزله نقض آشکار چهارمین کنوانسیون ژنو است.
قطعنامه ۴۷۸ (۲۰ اوت ۱۹۸۰): «مجازاتها (اسرائیل) با شدیدترین شرایط» برای ادعای خود در بیت‌المقدس در «قانون اساسی».
قطعنامه ۴۸۱، در مورد نیروی ناظر از سازمان ملل متحد از سازمان ملل.
قطعنامه ۴۸۳، با توجه به شرایط اسرائیل و لبنان، به نیاز مستمر یونیفیل اشاره کرد و دستور کار خود را تمدید کرد.
قطعنامه ۴۸۴: "..." این امر را ضروری می‌داند که اسرائیل مجدداً پذیرفت که دو شهردار فلسطینی تبعید شده را پذیرفت. "
قطعنامه ۴۸۵، در مورد نیروی ناظر از سازمان ملل متوقف شده سازمان ملل.
قطعنامه ۴۸۷: "..." اسرائیل را به دلیل حمله به تأسیسات هسته ای عراق به شدت محکوم می‌کند ".
قطعنامه ۴۸۸، در مورد UNIFIL.
قطعنامه ۴۹۳، در مورد نیروی ناظر از سازمان ملل متوقف شده سازمان ملل.
قطعنامه ۴۹۸: "..." از اسرائیل خواست تا از لبنان خارج شود ".
قطعنامه ۵۰۱: "..." از اسرائیل می‌خواهد که حملات علیه لبنان را متوقف کند و سربازانش را پس بگیرد ".
قطعنامه ۵۰۶، در مورد نیروی ناظر از سازمان ملل متحد برای برکناری.
قطعنامه ۵۰۸: خواستار پایان یافتن خصومت بین اسرائیل و PLO در لبنان شد و خواستار آتش‌بس شد.
قطعنامه ۵۰۹: "..." خواستار آن است که اسرائیل نیروهای خود را فوراً و بدون قید و شرط از لبنان خارج کند ".
قطعنامه ۵۱۱، دستورالعمل UNIFIL را تمدید کرد.
قطعنامه ۵۱۵: "..." خواستار آن است که اسرائیل محاصره خود را از بیروت برداشته و اجازه دهد تا مواد غذایی وارد شود ".
قطعنامه ۵۱۶، متوقف شد که فوراً فعالیت‌های نظامی در لبنان را متوقف کرد و خاطرنشان کرد: نقض آتش‌بس در بیروت.
قطعنامه ۵۱۷: "..." اسرائیل را به دلیل عدم پیروی از قطعنامه‌های سازمان ملل متحد سؤال می‌کند و خواستار آن است که اسرائیل نیروهای خود را از لبنان خارج کند. "
قطعنامه ۵۱۸: "..." خواستار آن است که اسرائیل به‌طور کامل با نیروهای سازمان ملل در لبنان همکاری کند ".
قطعنامه ۵۱۹، وظیفه یونیفیل را تمدید کرد، و به آن اجازه داد تا کارهای بشردوستانه را انجام دهد.
قطعنامه ۵۲۰: "..." حمله اسرائیل به بیروت غربی را محکوم می‌کند ".
قطعنامه ۵۲۳، مربوط به UNIFIL است
قطعنامه ۵۲۴
قطعنامه ۵۲۹
قطعنامه ۵۳۱
قطعنامه ۵۳۶
قطعنامه ۵۳۸
قطعنامه ۵۴۳
قطعنامه ۵۴۹
قطعنامه ۵۵۱
قطعنامه ۵۵۵
قطعنامه ۵۵۷
قطعنامه ۵۶۱
قطعنامه ۵۶۳
قطعنامه ۵۷۳: "..." اسرائیل را به شدت "بخاطر بمباران تونس در حمله به مقر PLO" محکوم کرد.
قطعنامه ۵۷۵
قطعنامه ۵۷۶
قطعنامه ۵۸۳
قطعنامه ۵۸۴
قطعنامه ۵۸۶
قطعنامه ۵۸۷ "..." به یادداشتهای قبلی اسرائیل مبنی بر عقب‌نشینی نیروهای خود از لبنان توجه می‌کند و از همه طرف‌ها خواست تا عقب‌نشینی کنند.
قطعنامه ۵۹۲: "..." قتل دانشجویان فلسطینی در دانشگاه بیرزیت توسط نیروهای اسرائیلی را به شدت ابراز تأسف می‌کند ".
قطعنامه ۵۹۴
قطعنامه ۵۹۶
قطعنامه ۵۹۹
قطعنامه ۶۰۳
قطعنامه ۶۰۵: "..." به شدت از سیاست‌ها و شیوه‌های اسرائیل برای انکار حقوق بشر فلسطینی‌ها ابراز تأسف می‌کند.
قطعنامه ۶۰۷: "..." از اسرائیل می‌خواهد که فلسطینی‌ها را تبعید نکنند و شدیداً از آن می‌خواهند که به کنوانسیون چهارم ژنو تبعیت کند.
قطعنامه ۶۰۸: «... با ابراز تأسف از اینکه اسرائیل از سازمان ملل سرپیچی کرده و غیرنظامیان فلسطینی را تبعید کرده‌است».
قطعنامه ۶۰۹
قطعنامه ۶۱۱: "... ترور اسرائیل از خلیل الوظیر را به عنوان" نقض آشکار منشور "محکوم کرد
قطعنامه ۶۱۳
قطعنامه ۶۱۷
قطعنامه ۶۲۴
قطعنامه ۶۳۰
قطعنامه ۶۳۳
قطعنامه ۶۳۶: "... از اعزام اسرائیلی‌ها به غیرنظامیان فلسطینی ابراز تأسف می‌کند.
قطعنامه ۶۳۹ (۳۱ ژوئیه ۱۹۸۹)
قطعنامه ۶۴۱ (۳۰ اوت ۱۹۸۹): "..." از ادامه اعزام اسرائیلی فلسطینی‌ها به اسرائیل ابراز تأسف می‌کند.
قطعنامه ۶۴۵ (۲۹ نوامبر ۱۹۸۹)
قطعنامه ۶۵۵ (۳۱ مه ۱۹۹۰)
قطعنامه ۶۷۲ (۱۲ اکتبر ۱۹۹۰): "..." اسرائیل را به دلیل "خشونت علیه فلسطینی هاً در حرام الشریف / کوه معبد محکوم می‌کند.
قطعنامه ۶۷۹ (۳۰ نوامبر ۱۹۹۰)
قطعنامه ۶۸۱ (۲۰ دسامبر ۱۹۹۰): "..." از تأیید مجدد اسرائیل از اعزام فلسطینی‌ها خبر داد.
قطعنامه ۶۸۴ (۳۰ ژانویه ۱۹۹۱)
قطعنامه ۶۹۴ (۲۴ مه ۱۹۹۱): "..." اعزام اسرائیل از فلسطینی‌ها را ابراز تأسف می‌کند و از آن می‌خواهد تا بازگشت ایمن و فوری آنها را تضمین کند.
قطعنامه ۶۹۵ (۳۰ مه ۱۹۹۱)
قطعنامه ۷۰۱ (۳۱ ژوئیه ۱۹۹۱)
قطعنامه ۷۲۲ (۲۹ نوامبر ۱۹۹۱)
قطعنامه ۷۲۶ (۰۶ ژانویه ۱۹۹۲): "..." تبعید اسرائیل از فلسطینی‌ها را به شدت محکوم می‌کند.
قطعنامه ۷۳۴ (۲۹ ژانویه ۱۹۹۲)
قطعنامه ۷۵۶ (۲۹ مه ۱۹۹۲)
قطعنامه ۷۶۸ (۳۰ ژوئیه ۱۹۹۲)
قطعنامه ۷۹۰ (۲۵ نوامبر ۱۹۹۲)
قطعنامه ۷۹۹ (۱۸ دسامبر ۱۹۹۲): "..." به شدت "تبعید ۴۱۳ فلسطینی اسرائیل را محکوم می‌کند و خواستار بازگشت فوری آنها می‌شود.
قطعنامه ۸۰۳ (۲۸ ژانویه ۱۹۹۳)
قطعنامه ۸۳۰ (۲۶ مه ۱۹۹۳)
قطعنامه ۸۵۲ (۲۸ ژوئیه ۱۹۹۳)
قطعنامه ۸۸۷ (۲۹ نوامبر ۱۹۹۳)
قطعنامه ۸۹۵ (۲۸ ژانویه ۱۹۹۴)
قطعنامه ۹۰۴ (۱۸ مارس ۱۹۹۴): غار قتل‌عام مردسالاران.
قطعنامه ۱۰۷۳ (۲۸ سپتامبر ۱۹۹۶) دربارهٔ وضعیت بیت‌المقدس
قطعنامه ۱۳۲۲ (۷ اکتبر ۲۰۰۰) از دیدار آریل شارون از کوه معبد و خشونت‌های ناشی از آن ابراز تأسف کرد
قطعنامه ۱۳۹۷ (۱۲ مارس ۲۰۰۲) اولین قطعنامه ای که صریحاً خواهان راه حل دو کشور است.
قطعنامه ۱۴۳۵ (۲۴ سپتامبر ۲۰۰۲) خواستار خاتمه اقدامات اسرائیل در داخل و اطراف رام‌الله بود، و عقب‌نشینی اسرائیل از مواضع قبل از سپتامبر ۲۰۰۰.
قطعنامه ۱۵۵۹ (۲ سپتامبر ۲۰۰۴) از لبنان خواست که حاکمیت خود را بر تمام سرزمین خود برقرار کند و از آن خواسته شد
قطعنامه ۱۸۶۰ (۹ ژانویه ۲۰۰۹) خواستار پایان جنگ کامل بین اسرائیل و حماس شد.
قطعنامه ۲۳۳۴ (۲۳ دسامبر ۲۰۱۶) خواستار خاتمه ساختمان شهرک سازی اسرائیل شد